# Friedrich Hellmich
Friedrich Hellmich (* 9. März 1952 in Osterhofen) ist ein deutscher Reiseführer- und Romanautor sowie Illustrator.

## Leben
Friedrich Hellmich besuchte in Ulm die Volksschule und anschließend die Abendrealschule. Nach erfolgreichem Abschluss machte er zunächst eine Lehre als Kaufmann und anschließend eine weitere Lehre als Bauzeichner. Mit 21 Jahren machte er sich als Typograph selbständig. Sein erstes Werk als Illustrator veröffentlichte er 1978 mit dem Fantasie-Comic Annas Traum.
Ein Jahr später folgte der Band Gesammelte Zeichnungen, eine Sammlung aller graphischen Werke gezeichnet mit Bleistift und Tusche (Rapidograph).
Nach einer längeren Weltreise und einem viermonatigen Aufenthalt auf der Osterinsel schrieb er den Reisebericht Rapa Nui – die Osterinsel sowie den Reiseführer Die Osterinsel. Danach folgten weitere Reiseführer Thailand, Hongkong, Bayerischer Wald. 2013 der Roman Zwei Augen wie grünbraune Kraterseen, der einen Journalisten und eine Archäologin über die Osterinsel führt. Sie geraten durch Tabuverletzungen in Konflikt mit den Einheimischen. Dieses Buch ist mit zahlreichen Tuschezeichnungen vom Autor illustriert.
Das Geheimnis der Jungfrauenhöhle ist ein erweiterter Roman Zwei Augen wie grünbraune Kraterseen.

## Werke
- Annas Traum. Selbstverlag, 1978.
- Gesammelte Zeichnungen. Selbstverlag, 1979.
- Neue Märchen. Selbstverlag, 1984.
- Rapa Nui – die Osterinsel. Gabriele Lechner Verlag, München 1994, ISBN 3-926858-50-8.
- Die Osterinsel. Conrad Stein Verlag, Kiel 1996, ISBN 3-89392-239-3.
- Colibri-Thailand Reiseführer. Compact Verlag, München 1998, ISBN 3-8174-4466-4.
- Colibri-Hongkong Reiseführer. Compact Verlag, München 1998, ISBN 3-8174-4473-7.
- Colibri-Bayerischer Wald von A bis Z. Compact Verlag, München 1998, ISBN 3-8174-4230-0.
- Annas Traum. erweiterte Neuauflage, Clarus me Verlag, München 2001, ISBN 3-00-043069-5.
- Zwei Augen wie grünbraune Kraterseen. Clarus me Verlag, München 2013, ISBN 978-3-00-042683-4.
- Märchen-Geschichten-Kurzweiliges. Ein Lesebuch. Selbstverlag, 2015.
- Das Geheimnis der Jungfrauenhöhle. Design Pavoni Verlag, Bocholt 2015, ISBN 978-3-942199-60-5.
- Wasser für Jarlii - Australische Aborigine Geschichte 2016. Clarus me Verlag, München. Selbstverlag
- Straubinger Kalender 2019 Kurzgeschichte . Cl. Attenkofer’sche Buch- und Kunstdruckerei, Straubing. ISBN 978-3-947029-09-9
- Straubinger Kalender 2021 Kurzgeschichte. Cl. Attenkofer’sche Buch- und Kunstdruckerei, Straubing. ISBN 978-3-947029-34-1
- Straubinger Kalender 2023 Kurzgeschichte. Cl. Attenkofer’sche Buch- und Kunstdruckerei, Straubing ISBN 978-3-947029-50-1